# Dorsa Harker
Dorsa Harker – grupa grzbietów na powierzchni Księżyca  o średnicy około 197 km. Dorsa Harker znajduje się na współrzędnych selenograficznych ☾ 14,5°N 64,0°E/14,500000 64,000000 na obszarze Mare Crisium.
Nazwa grzbietu została nadana w 1976 roku przez Międzynarodową Unię Astronomiczną i pochodzi od Alfreda Harkera (1859-1939), angielskiego geologa.